# Времена не выбирают
Времена не выбирают — мюзикл Михаила Швыдкого и Алексея Кортнева — история любви американской джазовой певицы и русского музыканта.
Премьера постановки состоялась 21 февраля 2012 года на сцене Московского театра мюзикла.
В мюзикле впервые прозвучали по-русски мировые хиты Фрэнка Синатры, Эллы Фицджеральд и Луи Армстронга, а советские песни Леонида Утесова и Любови Орловой обрели современное звучание в исполнении живого оркестра.

## Творческая группа
- авторы — Михаил Швыдкой и Алексей Кортнев;
- продюсеры  — Давид Смелянский и Александр Попов;
- композитор — Юрий Потеенко;
- режиссёр-постановщик — Дмитрий Белов;
- автор музыкальной концепции — Левон Оганезов;
- художественный руководитель постановки — Гарий Черняховский;
- хореографы-постановщики — Олег Глушков, Жанна Шмакова;
- хормейстер-постановщик — Татьяна Солнышкина;
- художник-постановщик — Семен Пастух;
- художник по свету — Глеб Фильштинский;
- художник по костюмам — Мария Данилова;
- главный дирижёр — Сергей Макеев.

Актёрский состав: 
- Мэтт Фрей — Ефим Шифрин, Николай Чиндяйкин, Максим Заусалин;
- Дженнифер — Валерия Ланская, Теона Дольникова, Ксения Ларина;
- Матвей — Дмитрий Волков, Иван Викулов;
- Мелисса — Лика Рулла, Оксана Костецкая;
- Василий — Дмитрий Ермак, Андрей Бирин, Евгений Вальц;
- Джошуа — Евгений Вильтовский;
- Бекки — Ксения Ларина, Нино Нинидзе, Екатерина Новоселова;
- Миша — Иван Викулов, Алексей Франдетти, Станислав Беляев;
- Лим Вон Бат — Сэсэг Хапсасова;
- Переводчик — Роман Аптекарь;
- Соломон — Марат Абдрахимов;
- Люси — Елизавета Пащенко;
- Тромбонист — Евгений Вильтовский.

Артисты ансамбля:
- Карина Арбельяни;
- Анна Винчук;
- Дарья Вишнякова;
- Юлия Вострилова;
- Наталья Кочегарова;
- Екатерина Новоселова;
- Елизавета Пащенко;
- Ирина Перова;
- Виктория Пивко;
- Мария Плужникова;
- Анастасия Сиваева;
- Олеся Черных;
- Марат Абдрахимов;
- Роман Аптекарь;
- Евгений Вильтовский;
- Иван Кондрашин;
- Денис Котельников;
- Денис Мошонкин;
- Марк Подлесный;
- Олег Прусков;
- Константин Соколов;
- Сергей Сорокин;
- Аркадий Кашкин.

## Сюжет
В основе сюжета пьесы — история американского журналиста, который неожиданно узнает о своих русских корнях. Действие мюзикла развивается в США и России в середине прошлого века и в наши дни. В основе спектакля — бессмертные хиты 30-х годов, джазовые мелодии и песни на все времена, ставшие классикой.